# Joe Simon
Joseph Henry "Joe" Simon, nascido Hymie Simon (Rochester, 11 de outubro de 1913 - 14 de dezembro de 2011) foi um desenhista, roteirista e editor de histórias em quadrinhos americano. Simon criou ou cocriou muitos personagens importantes como o Capitão América na Era de ouro das histórias em quadrinhos americanas nas décadas de 1930 e 1940 e foi o primeiro editor da Timely Comics, a empresa que se tornaria a Marvel Comics.
Com seu parceiro, o desenhista Jack Kirby, ele cocriou o Capitão América, um dos super-heróis mais duradouros da história dos quadrinhos, e a dupla trabalhou extensivamente em personagens do gênero na DC Comics como Sandman e Sandy the Golden Boy, e cocriou o Newsboy Legion, Boy Commandos e Manhunter. As criações de Simon e Kirby para outras editoras de quadrinhos incluem Boys' Ranch, Fighting American e The Fly. No final da década de 1940, a dupla criou o gênero de quadrinhos românticos e estava entre os primeiros pioneiros dos quadrinhos de terror. Simon, que passou a trabalhar em publicidade e arte comercial, também fundou a revista satírica Sick em 1960, permanecendo com ela por uma década. Ele retornou brevemente à DC Comics nos anos 70.
Simon foi incluído no Will Esner Comic Book Hall of Fame em 1999.

## Infância e juventude
Joe Simon nasceu em 1913 como Hymie Simon e foi criado em Rochester, Nova York, filho de Harry Simon, que emigrou de Leeds, Inglaterra, em 1905, e Rose (Kurland), quem Harry conheceu nos Estados Unidos. Harry Simon mudou-se para Rochester, então um centro de fabricação de roupas onde morava seu irmão mais novo, Isaac, e o casal teve uma filha, Beatrice, em 1912. Uma família judia pobre, os Simons viviam em "um apartamento no primeiro andar que também funcionava como alfaiataria do meu pai". Simon estudou na Benjamin Franklin High School, onde foi diretor de arte do jornal da escola e do anuário - ganhando seus primeiros honorários profissionais como artista quando duas universidades pagaram cada uma US$ 10 pelos direitos de publicação de suas páginas art déco e têmpera para as seções do anuário.

## Carreira

### Começo
Após a formatura em 1932, Simon foi contratado pelo diretor de arte do Rochester Journal-American, Adolph Edler, como assistente, substituindo o futuro colega de quadrinhos de Simon, Al Liederman, que havia pedido demissão. Entre as tarefas de produção, ele fazia ocasionalmente desenhos esportivos e charages para o jornal. Dois anos depois, Simon conseguiu um emprego artístico no Syracuse Herald em Syracuse, Nova York, por US$ 45 por semana, fornecendo também desenhos esportivos e editoriais. Pouco depois, por US$ 60 por semana, ele sucedeu Liederman como diretor de arte de um jornal cujo nome Simon lembrou em sua autobiografia de 1990 como Syracuse Journal American, embora o Syracuse Journal e o Syracuse Sunday American fossem jornais separados dos dias da semana e dos domingos, respectivamente.. O jornal logo fechou e Simon, aos 23 anos, aventurou-se na cidade de Nova York.
Lá, Simon alugou um quarto na pensão Haddon Hall, no bairro de Morningside Heights, em Manhattan, perto da Universidade de Columbia. Por sugestão do diretor de arte do New York Journal American, ele procurou e encontrou trabalho freelancer na Paramount Pictures, trabalhando acima do Paramount Theatre na Broadway, retocando fotos publicitárias do estúdio de cinema. Ele também encontrou trabalho freelance na Macfadden Publications, fazendo ilustrações para True Story e outras revistas. Algum tempo depois, seu chefe, o diretor de arte Harlan Crandall, recomendou Simon a Lloyd Jacquet, chefe da Funnies, Inc., um dos "empacotadores" de quadrinhos daquela época que fornecia conteúdo de quadrinhos sob demanda para editoras que testavam o novo meio. Naquele dia, Simon recebeu seu primeiro trabalho de quadrinhos, um faroeste de sete páginas.
Quatro dias depois, Jacquet pediu a Simon, a pedido do editor da Timely Comics, Martin Goodman, para criar um super-herói flamejante como o personagem de sucesso da Timely, o Tocha Humana. Disto surgiu o primeiro herói de quadrinhos de Simon, o Fiery Mask. Simon usou o pseudônimo de Gregory Sykes em pelo menos uma história durante esse período, "King of the Jungle", estrelada por Trojak The Tiger Man, em Daring Mystery Comics #2 da Timely (fevereiro de 1940).

### Simon and Kirby
Durante esse tempo, Simon conheceu o artista de quadrinhos do Fox Feature Syndicate, Jack Kirby, com quem logo teria uma colaboração histórica que duraria uma década e meia. Falando em um painel da Comic-Con International em 1998 em San Diego, Califórnia, Simon relatou a reunião:

Eu tinha um terno e Jack achou muito legal. Ele nunca tinha visto um artista de quadrinhos de terno antes. A razão pela qual eu tinha um terno era porque meu pai era alfaiate. O pai de Jack também era alfaiate, mas ele fazia calças! De qualquer forma, eu estava fazendo trabalho freelance e tinha um pequeno escritório em Nova York, a cerca de dez quarteirões da DC  e da Fox e eu estava trabalhando em Blue Bolt para Funnies, Inc. Então, é claro, adorei o trabalho de Jack e o primeiro vez que vi, não pude acreditar no que estava vendo. Ele perguntou se poderíamos fazer algum trabalho freelance juntos. Fiquei encantado e levei-o ao meu pequeno escritório. Trabalhamos a partir da segunda edição de Blue Bolt ...
e permaneceu uma equipe nas duas décadas seguintes. No início dos anos 2000, surgiu a arte original de uma colaboração inédita de cinco páginas de Simon e Kirby intitulada "Daring Disc", que pode ser anterior ao Blue Bolt da dupla. Simon publicou a história na edição atualizada de 2003 de sua autobiografia, The Comic Book Makers.
Depois de deixar a Fox e chegar à Timely Comics, (a futura Marvel Comics) do editor de revistas pulp Martin Goodman, onde Simon se tornou o primeiro editor da empresa, a equipe de Simon e Kirby criou o herói patriótico Capitão América. Captain America Comics #1 (março de 1941), que foi colocado à venda em dezembro de 1940 – um ano antes do bombardeio de Pearl Harbor, mas já mostrando o herói dando um soco no queixo de Hitler – vendeu quase um milhão de cópias. Eles permaneceram na série de sucesso como uma equipe até a edição 10 e se estabeleceram como uma força criativa notável na indústria. Após a publicação da primeira edição, Simon convidou Kirby para se juntar à equipe da Timely como diretor de arte da empresa.
Apesar do sucesso do personagem Capitão América, Simon sentiu que Goodman não estava pagando à dupla a porcentagem prometida dos lucros, e então procurou trabalho para os dois na National Comics (mais tarde chamada de DC Comics). Simon e Kirby negociaram um acordo que lhes pagaria US$ 500 por semana, em oposição aos US$ 75 e US$ 85 que ganharam respectivamente na Timely. Temendo que Goodman não os pagasse se descobrisse que eles estavam se mudando para a National, a dupla manteve o acordo em segredo enquanto continuavam produzindo trabalhos para a empresa. Em algum momento durante esse período, a dupla também produziu Captain Marvel Adventures #1 (1941), da Fawcett Comics, a primeira história em quadrinhos completa estrelada pelo Capitão Marvel após a atuação do personagem como estrela na antologia de super-heróis Whiz Comics.
Kirby e Simon passaram suas primeiras semanas na National tentando criar novos personagens enquanto a empresa procurava a melhor forma de utilizar a dupla. Depois de algumas tarefas de ghosting atribuídas pelo editor fracassado, Jack Liebowitz da National disse-lhes para "apenas fazerem o que quiserem". A dupla então renovou o recurso Sandman na Adventure Comics e criou o super-herói Manhunter. Em julho de 1942 eles começaram Boy Commandos. A série contínua de "gangues infantis", Boy Commandos, lançada no mesmo ano, foi a primeira série de equipe da National a ganhar título próprio. Vendeu mais de um milhão de cópias por mês, tornando-se o terceiro título mais vendido da National. Eles também fizeram sucesso com a gangue infantil da casa, a Newsboy Legion em Star-Spangled Comics. Em 2010, o escritor e executivo da DC Comics, Paul Levitz, observou que "Como Jerry Siegel e Joe Shuster, a equipe criativa de Joe Simon e Jack Kirby era uma marca de qualidade e um histórico comprovado."
Harry Mendryk, restaurador de arte da série de coleções de capa dura Simon e Kirby da Titan Books, acredita que Simon usou o pseudônimo Glaven em pelo menos duas capas durante esse período: as de Speed Comics #22 e Champ Comics #22 da Harvey Comics (ambas em setembro de 1942), embora o Grand Comics Database não confirme isso de forma independente. Mendryk também acredita que tanto Kirby quanto Simon usaram o pseudônimo Jon Henri em vários outros quadrinhos de Harvey de 1942, assim como Who's Who in American Comic Books 1929–1999.
Simon se alistou na Guarda Costeira dos Estados Unidos durante a Segunda Guerra Mundial. Ele disse em sua autobiografia de 1990 que foi designado pela primeira vez para a Patrulha Montada de Praia em Long Beach Island, perto de Barnegat, Nova Jersey, por um ano antes de ser enviado para um campo de treinamento perto de Baltimore, Maryland, para treinamento básico. Posteriormente, ele se apresentou ao serviço do Combat Art Corps em Washington, D.C., parte da Divisão de Informação Pública da Guarda Costeira. Ele estava estacionado lá em 1944, quando conheceu o colunista esportivo do New York Post Milt Gross, que trabalhava na Unidade de Relações Públicas da Guarda Costeira, e os dois se tornaram colegas de quarto em alojamentos civis. De acordo com a missão de sua unidade de divulgar a Guarda Costeira, Simon criou uma história em quadrinhos da Guarda Costeira da vida real que a DC concordou em publicar, seguida por versões distribuídas nacionalmente pela revista Parents nas seções de quadrinhos dos jornais de domingo, sob o título True Comics. Isso o levou a ser designado para criar uma história em quadrinhos destinada a impulsionar o recrutamento da Guarda Costeira. Com Gross como seu escritor colaborador, Simon produziu Adventure Is My Career, distribuído pela Street and Smith Publications para venda nas bancas.
Retornando à cidade de Nova York após sua dispensa, Simon se casou com Harriet Feldman, secretária de Al Harvey da Harvey Comics. Os Simons e o agora casado Kirby, sua esposa e primeiro filho mudaram-se para casas diagonalmente opostas na Brown Street em Mineola, Nova York, em Long Island, onde Simon e Kirby trabalhavam cada um em um estúdio caseiro.

### Crestwood,Black Magice quadrinhos românticos
À medida que a popularidade dos quadrinhos de super-heróis diminuía após o fim da Segunda Guerra Mundial, Simon e Kirby começaram a produzir uma variedade de histórias em vários gêneros. Em parceria com a Crestwood Publications, eles desenvolveram o selo Prize Group, por meio do qual publicaram Boys' Ranch e lançaram uma das primeiras histórias em quadrinhos de terror, a série atmosférica e não sangrenta Black Magic. A equipe também produziu quadrinhos de crime e humor, e também é creditada pela publicação do primeiro título de quadrinhos românticos, Young Romance, iniciando uma tendência de sucesso.
A pedido de um vendedor de Crestwood, Kirby e Simon lançaram sua própria editora de quadrinhos, Mainline Publications, no final de 1953 ou início de 1954, sublocando espaço da Harvey Publications de seu amigo Al Harvey em 1860 Broadway. Mainline publicou quatro títulos: Western Bullseye: Western Scout; o quadrinho de guerra Foxhole, já que a EC Comics e a Atlas Comics estavam tendo sucesso com quadrinhos de guerra, mas promovendo os seus como sendo escritos e desenhados por verdadeiros veteranos; In Love, desde seu primeiro título quadrinhos românticos, Young Love, ainda era amplamente imitado; e a história em quadrinhos policial Police Trap, que afirmava ser baseada em relatos genuínos de policiais. Amargo porque a iteração da Timely Comics dos anos 1950, Atlas Comics, relançou o Capitão América em uma nova série em 1954, Kirby e Simon criaram Fighting American. Simon lembrou: “Pensamos em mostrar a eles como fazer o Capitão América”. Embora a história em quadrinhos inicialmente retratasse o protagonista como um herói dramático anticomunista, Simon e Kirby transformaram a série em uma sátira de super-heróis com a segunda edição, após as audiências do Exército-McCarthy e a reação pública contra o senador Joseph McCarthy, que perseguiu os comunista.
A parceria terminou em 1955, com a indústria de quadrinhos assolada por censura autoimposta, publicidade negativa e queda nas vendas. Simon "queria fazer outras coisas e continuei com os quadrinhos", lembrou Kirby em 1971. "Estava tudo bem. Não havia razão para continuar a parceria e nos separamos como amigos." Simon voltou-se principalmente para a publicidade e a arte comercial, enquanto ocasionalmente voltava aos quadrinhos. A equipe de Simon e Kirby se reuniu brevemente em 1959 com Simon escrevendo e colaborando na arte para Archie Comics, onde a dupla atualizou o super-herói The Shield nas duas edições The Double Life of Private Strong (junho-agosto de 1959), e Simon criou o super-herói, The Fly; eles colaboraram nas duas primeiras edições de The Adventures of the Fly (agosto-setembro de 1959), e Simon e outros artistas, incluindo Al Williamson, Jack Davis e Carl Burgos, fizeram quatro edições antes de Simon passar para trabalhar em arte comercial.

### Era de Prata dos Quadrinhos e depois
Ao longo da década de 1960, Simon produziu quadrinhos promocionais para a agência de publicidade Burstein and Newman, tornando-se diretor de arte da Burstein, Phillips and Newman de 1964 a 1967. Ao mesmo tempo, em 1960, fundou a revista satírica Sick, concorrente da revista Mad, e editou e produziu material para a revista por mais de uma década.
Durante este período, conhecido pelos fãs e historiadores como a Era de prata das histórias em quadrinhos americanas, Simon e Kirby voltaram a trabalhar na Harvey Comics em 1966, atualizando Fighting American para uma única edição (outubro de 1966). Simon, como proprietário, empacotador e editor, também ajudou a lançar a linha original de super-heróis de Harvey, com Unearthly Spectaculars #1–3 (outubro de 1965 – março de 1967) e Double-Dare Adventures #1–2 (dezembro de 1966 – março de 1967) , o último dos quais apresentou o influente roteirista e ilustrador Jim Steranko.
Em 1968, Simon criou a série de duas edições da DC Comics, Brother Power the Geek, sobre um manequim com uma aparência de vida que vagueia filosoficamente pela cultura hippie dos anos 1960; Al Bare forneceu algumas das artes. O editor do Superman, Mort Weisinger, nutria uma antipatia admitida pela subcultura hippie da década de 1960 e achava que Simon os retratava com muita simpatia, o que ajudou a encerrar rapidamente o título. Simon e o artista Jerry Grandenetti criaram então o Prez de quatro edições da DC (setembro de 1973 - março de 1974), sobre o primeiro presidente adolescente dos Estados Unidos e o Champion Sports de três edições (novembro de 1973 - março de 1974). Naquele mesmo ano, Simon retornou ao gênero romance como editor de Young Romance e Young Love e supervisionou uma série de reimpressões de Black Magic.
Simon e Kirby se uniram pela última vez naquele ano, com Simon escrevendo a primeira edição (Inverno de 1974) de uma nova encarnação de seis edições do Sandman. Simon e Grandenetti criaram então o Green Team: Boy Millionaires na série de antologia DC 1st Issue Special #2 (maio de 1975), e os bizarros Outsiders na 1st Issue Special #10 (janeiro de 1976).
Em 1999, Joe Simon recuperou os direitos do Fly graças à rescisão dos direitos autorais.

### Século XXI
Na década de 2000, Simon voltou-se para a pintura e comercialização de reproduções de suas primeiras capas de quadrinhos. Ele apareceu em vários meios de comunicação em 2007 em resposta à anunciada "morte" do Capitão América pela Marvel Comics em Captain America v vol. 5, #25 (março de 2007), afirmando: "É uma hora terrível para ele ir. Nós realmente precisamos dele agora".
Em 2007, o coletivo e editora francesa Organic Comix negociou com Joe Simon a publicação de The Fly na revista Strange. Embora não quisesse autorizar a princípio, Joe gostou da arte apresentada, novas histórias foram criadas por Jim Simon (filho de Joe Simon), Jean Depelley e Reed Man. Nesta versão, Ther Fly também utiliza a identidade do vilão de suas primeiras histórias: Spider Spry. Para um conceito chamado ShieldMaster, criado por Jim Simon, Joe Simon forneceu a arte do protótipo.
O filho de Joe, Jim Simon, apresenta o projeto ShieldMaster à editora francesa, trabalhando com a mesma equipe. Shieldmaster também é publicado nas revistas Futura e Étranges Aventures. A partir de 2015, quando nossas histórias foram relançadas nos Estados Unidos pela Future Retro Entertainment, Jim e seu filho Jessie Simon publicam ShieldMaster com financiamento coletivo no Kickstarter e no Indiegogo.
Simon está entre os entrevistados em Superheroes: A Never-Ending Battle, um documentário de três horas narrado por Liev Schreiber que estreou postumamente na PBS em outubro de 2013.
Os netos de Simon compareceram à estreia de Capitão América: O Primeiro Vingador em Los Angeles e ligaram para Simon no tapete vermelho quando seu nome foi anunciado como criador do personagem.
Em 2000, o escritor americano Michael Chabon publicou The Amazing Adventures of Kavalier & Clay, um romance vencedor do Prêmio Pulitzer que aludiu vagamente a elementos da parceria de Joe Simon e Jack Kirby, entre outros.

## Vida Pessoal
Simão era casado com Harriet Feldman, com quem morou na Brown Street em Mineola, Nova York, em Long Island. Os Simons tiveram dois filhos e três filhas.
Simon morreu na cidade de Nova York em 14 de dezembro de 2011, aos 98 anos, após uma breve doença.
Marvel Comics dedicou Avenging Spider-Man #5 a Simon.

## Prômios
- Inkpot Award, 1998[78]
- Will Eisner Comic Book Hall of Fame, 1999[79]
- Inkwell Awards Joe Sinnott Hall of Fame, 2014.[80]

## Morte
Faleceu na cidade de Nova Iorque em 14 de dezembro de 2011 aos 98 anos após breve doença.